# Ridlington (Norfolk)
Ridlington – wieś w Anglii, w hrabstwie Norfolk, w dystrykcie North Norfolk. Leży 26 km na północny wschód od Norwich i 183 km na północny wschód od Londynu. W 2001 miejscowość liczyła 298 mieszkańców.